# Samá (valente de Davi)
Samá (em hebraico: שַׁמָּה, fama, renome) foi o filho de Agé, um hararita, e um dos três legendários "valentes" do rei Davi e viveu por volta do ano 1.000 a.C. 
Seu maior feito foi a derrota de uma tropa de filisteus. Depois de os israelitas fugirem da tropa filistéia, Samá ficou sozinho e os derrotou.
Existem outros personagens na Bíblia com o nome de Samá, como o Samá um dos filhos de Reuel, filho de Esaú em Gênesis 36:13, que são mencionados apenas de passagem.
Samá é mais bem observado como o valente de Davi, que derrotou uma tropa filisteia sobre de um monte de lentilha.
Jeová-Samá (ou Jehovah-Shammah) - "O Senhor está presente" é um dos nomes de Deus em hebraico.